# حي الكوت
يُعتبَرُ حي الكوت مِنْ أقْدم أحياء مَدِينة الهُفوف بمُحافظَة الأَحْساء في المنطقة الشرقيَّة بِالمَملكة العربيَّة السعوديَّة.
يَتميزُ الحي ببَقاء أغلب مَبانِيه عَلى الطراز القديم والذي يَتكوَّن أساسًا من الطين والسعف. ويَعودُ تاريخهُ إلى عَهد الإمْبرَاطُوريَّة العُثْمانيَّة.

## الموقع
يقعُ حي الكُوت في الشمال الغربي من مدينة الهفوف وتحده السيفة من الشمال وَالنعاثل من الغَرب والرفعة منَ الشرق والجنوب.
أمَّا حُدوده فتمتدُّ من غرب قصر إبراهيم امتدادًا إلى مسجد الجبري إلى سوق القيصرية حتَّى شرق وجنوب قصر إبراهيم.

## أصل التسمية
الكُوت كلمةٌ كلدانيةٌ تَعني الحصن، وقَد قال عَنها الشيخ محمد بن عبد الله آل عبد القادر في كتابه (تحفة المستفيد بتاريخ الأحساء في القديم والجديد) ج1 ص31: «الكوت: كلمة غير عربية وهي بمعنى الحصن وسمي الكوت بذلك لأنه محاط بسور وخندق يفصله عن بقية المدينة» وكانَ يُسمى سابقًا حصن الكوت، حيث كان يُحيط به سور ولكنَّه أزيل في الوقت الحاضر وكان مقر إقامة الحامية العُثمانية.

## أبرز الآثار

### سُوق القيصريَّة
هُو سُوقٌ تاريخي تشكَّلَ في عام 1822 وأُسِّس فعليًّا في عام 1862 خلال العهد العُثماني. في 18 أكتوبر 2001، تعرَّض السُّوق لحريقٍ هائل أدى إلى دمار 80% منه.

### قصر إِبراهِيم الأَثري
هُوَ قصرٌ تاريخي بُنيَ سنة 963هـ/1555م، تتربَّعُ مساحته على 16,500 مترًا، وقد قام إبراهيم بن عصيفان بتجديد عمارته عام 1216هـ/1801م. يعتبر القصر من أبرز القُصور في مُحافَظة الأحساء والسعوديَّة.

### مسجد الجَبري
هُو مسجدٌ تاريخي، يقع غرب قصر إبراهيم، وعلى بُعد حوالي 250 مترًا غرب مسجد الدبس، بناهُ سيف بن حسين الجبري سَنةَ 880 هـ، وتُقدَّر مساحَته بـ1426,11 مترًا.

### مسجد القُبَّة
هو مسجدٌ تاريخي يَقعُ في الركن الجنوبي الغربي لقصر إبراهيم الأثري، أسَّسهُ الوَالي العُثماني محمد علي باشا في سنة 979هـ/1571م.

### مسجد الدبس
هو مسجدٌ تاريخي، أسَّسهُ الوَالي العُثماني محمد فروخ باشا في عهد السُّلطان سليمان القانوني في سنة 962 هـ، وتبلغُ مساحته 350 مترًا مُربَّعًا.

### بَيت البَيْعة
هو منزلٌ تاريخي، أسَّسَهُ الشيخ عبد الرحمن بن عمر آل ملا سنة 1203 هـ/1789، وتُقدَّر مساحته بحَوالي 705 أمتار. وقَد قامت وكالة الآثار والمتاحف السعودية بترمِيمه وتحويله إلى مُتحف في سنوات 2005-07. يحتوي المتحف على العديد من الوثائق والمخطوطات والمحتويات الأثرية.

## وصلات خارجية
- حي الكُوت يعد من أعرق أحياء مُحافظة الأحساء على يوتيوب.